# Епос за Акхат
Епосът за Акхат е ханаански митологичен епос.
Той е частично запазен в три фрагмента от глинени таблички от древния град Угарит, датирани в средата на XIV век пр. Хр. и съдържащи около 650 стиха на угаритски език. Според известното от тях централен персонаж на епоса е героят Акхат, син на владетеля Данел, който влиза в конфликт с богинята Анат, което довежда до смъртта му.